# Les Yeux de ma mie
Pour plus de détails, voir Fiche technique et Distribution.
Les Yeux de ma mie (Walking My Baby Back Home) est un film musical américain de Lloyd Bacon sorti en 1953.

## Synopsis
Un vétéran de la Seconde Guerre mondiale se joint à un spectacle de ménestrel et tombe amoureux de la fille du patriarche de la troupe.

## Fiche technique
- Titre : Les Yeux de ma mie
- Titre original : Walking My Baby Back Home
- Réalisation : Lloyd Bacon
- Scénario : Oscar Brodney et Don McGuire
- Production : Ted Richmond et Leonard Goldstein (coproducteur)
- Société de production : Universal Pictures
- Directeur musical : Joseph Gershenson
- Musique : Henry Mancini (non crédité)
- Chorégraphie : Louis Da Pron
- Photographie : Irving Glassberg
- Montage : Ted J. Kent
- Direction artistique : Bernard Herzbrun et Emrich Nicholson
- Costumes : Jay A. Morley Jr.
- Son : Lambert Day
- Pays :  États-Unis
- Langue : anglais
- Format : couleur (Technicolor) - Son : Mono (Western Electric Recording)
- Genre : Film musical et comédie
- Durée : 95 minutes
- Date de sortie :
  - États-Unis : 6 décembre 1953

## Distribution
- Donald O'Connor : Clarence 'Jigger' Millard
- Janet Leigh : Chris Hall
- Buddy Hackett : Blimp Edwards
- Lori Nelson : Claire Millard
- Scatman Crothers : 'Smiley' Gordon
- Kathleen Lockhart : Mme Millard
- George Cleveland : Colonel Dan Wallace
- John Hubbard : Rodney Millard
- Norman Abbott : Doc
- Phil Garris : Hank
- Walter Kingsford : Oncle Henry Hall
- Sidney Miller (en) : Walter Thomas
- Herb Vigran : Chauffeur de taxi
- The Modernaires : Eux-mêmes
- The Sportsmen Quartet : Eux-mêmes

## Postérité
À noter que ce film apparaît également dans l'épisode de Columbo "La femme oubliée" (1er épisode de la saison 5).